# West Lafayette (Ohio)
West Lafayette – wieś w Stanach Zjednoczonych, w stanie Ohio, w hrabstwie Coshocton.